# Bipolariteit (internationale betrekkingen)
In de internationale betrekkingen is bipolariteit een situatie waarin twee machtsblokken of machtscentra bestaan. Voorbeelden in de recente geschiedenis zijn de periode vlak voor de Eerste Wereldoorlog, toen strakke allianties twee kampen vormden, en de Koude Oorlog, toen de wereldpolitiek beheerst werd door twee supermachten, de Verenigde Staten en de Sovjet-Unie. Andere vormen van internationale betrekkingen zijn:
- Unipolariteit
- Multipolariteit
- Bipolair federalisme